# Ulica Łąkowa w Łodzi

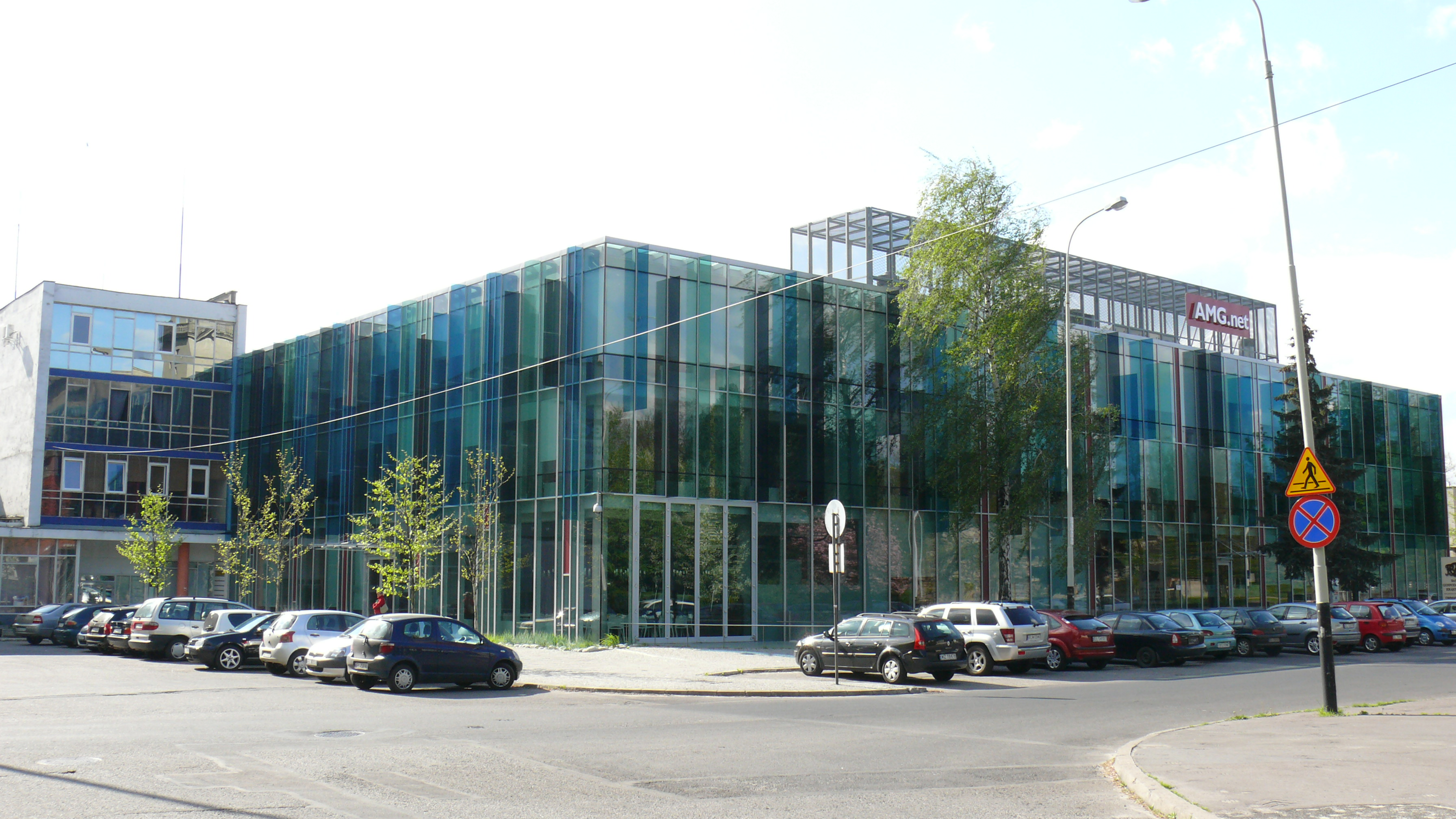
Siedziba „Opus Film”

Ulica Łąkowa w Łodzi – ulica w Łodzi biegnąca południkowo od ul. Andrzeja Struga do al. Mickiewicza, na obszarze osiedla administracyjnego Stare Polesie. Ulica Łąkowa jest południowym przedłużeniem ulicy Żeligowskiego.

## Historia ulicy
Ulica powstała około 1842 roku. W czasie okupacji niemieckiej w latach 1915–1918 nosiła nazwę Wiesenstrasse, a w 1940 podczas okupacji w okresie II wojny światowej ponownie wprowadzono tę nazwę i następnie zmieniono ją na Flottwellstraße.
W 1882 roku na rogu ulic Łąkowej i Milscha (obecna ul. Kopernika), Teodor Milsch wybudował willę w sąsiedztwie swojego browaru i „ogrodu rozrywkowego”. W połowie lat 90. XIX wieku Franciszek Kindermann na terenie położonym przy ulicach św. Andrzeja (obecna Andrzeja Struga 61/63) i Łąkowej wzniósł fabrykę, przędzalnię wełny (po II wojnie św. budynki zajmowane przez zakłady cukiernicze „Optima”, mniejsza część wykorzystywana przez Łódzką Drukarnię Akcydensową). Franciszek Kindermann od 1859 mieszkał i prowadził warsztaty tkackie przy ul. Przejazd – obecnie Tuwima, w 1868 wraz z rodziną przeniósł się na ul. Struga. W 1897 roku Juliusz Kindermann przy Łąkowej 23 zbudował fabrykę wytwarzającą tkaniny bawełniane; tkalnię, farbiarnię, wykańczalnię i zakładową elektrownię. W 1899 roku na rogu Łąkowej i ulicy Karolewskiej powstała secesyjna willa zaprojektowana przez Franciszka Chełmińskiego, a w roku 1903 przy Łąkowej 13, Robert Nestler – przedsiębiorca budowlany – zbudował dla siebie willę. W 1905 roku Karol Bennich przy Łąkowej 11 wzniósł fabrykę, do której przeniósł produkcję z ulicy Piotrkowskiej 105 (Spółka Akcyjna Manufaktura Wełniana Karol Bennich) – w 1993 roku fabrykę przerobiono na biura. W 1938 roku na końcu ulicy, obok parku im. Poniatowskiego, wzniesiono kościół-sanktuarium Matki Boskiej Zwycięskiej.
Na przełomie lat 1939/1940 w fabryce przy Łąkowej 4 (fabryka wełnianych tkanin wzorzystych Barucha Gliksmana) Niemcy utworzyli Centralny obóz przesiedleńczy dla Polaków deportowanych do Generalnego Gubernatorstwa, a także wywożonych na roboty przymusowe w głąb Niemiec i do Francji. Niemcy dokonywali tam również selekcji rasowej i następnie przenosili więźniów do innych obozów. Część uwięzionych osób było przewożonych do Urzędu Rasy i Osadnictwa zlokalizowanego po usunięciu zakonników na terenie klasztoru oo. Bernardynów przy ul. Spornej. Obóz istniał do końca wojny. Miejsce to upamiętnia tablica umieszczona na głazie stojącym obok chodnika przy Łąkowej 4 (zdjęcie tablicy).
W 1945 roku w hali sportowej przy Łąkowej 29 powstała Wytwórnia Filmów Fabularnych. Obiekty wytwórni zostały rozbudowane w następnych latach, m.in. w 1950 roku o dwie hale zdjęciowe. W tej wytwórni „...rozpoczęła się historia powojennej kinematografii w Polsce..” (Bonisławski, Podolska; Polesie i Karolew).
W 1990 roku na placu przy kościele odsłonięto Pomnik Katyński.

## Ważniejsze obiekty
- willa Teodora Tietzena (nr 1, na rogu z ul. Struga)
- Zakład Doskonalenia Zawodowego (nr 4)
- willa Roberta Nestlera (nr 13), siedziba przedszkola miejskiego
- willa Ryszarda Schimmela (na rogu z ul. Karolewską), siedziba Cechu Rzemiosł Metalowych, Optycznych i Elektrotechnicznych, budynek wpisany do rejestru zabytków[10]
- willa Teodora Milscha (nr 21, na rogu z ul. Kopernika), budynek wpisany do rejestru zabytków[10]
- hotel Focus (nr 23/25), dawna fabryka Juliusza Kindermanna, budynek wpisany do rejestru zabytków[10]
- instytucje filmowe na terenie dawnej Wytwórni Filmów Fabularnych: Toya, Opus Film, Oddział Filmoteki Narodowej (nr 29)
- kino Wytwórnia – 3D (nr 29)
- Klub Wytwórnia (nr 29)
- hotel „DoubleTree by Hilton” (nr 29)
- kościół Matki Boskiej Zwycięskiej (nr 40), budynek wpisany do rejestru zabytków[10]

## Komunikacja miejska
- Autobusy[11]: 65A (w kierunku Portu Lotniczego Łódź im. Władysława Reymonta), 80, 86A, 86B, 99 (w kierunku Retkini)